# Temple maçònic de Vesta a les tres Torres
El temple maçònic de Vesta a les tres Torres, o en alemany Logenhaus Vesta zu den drei Türmen, és un temple maçònic a la ciutat de Boizenburg, a l'estat de Mecklemburg-Pomerània occidental d'Alemanya.
El temple és una antiga sinagoga, construïda el 1799 i eixamplada el 1864. La petita comunitat jueva de la ciutat de Boizenburg no va poder trobar els fons necessaris per al seu manteniment i va vendre'l el 1892 a la lògia maçònica Vesta zu den drei Türmen, que va ser fundada el 5 de juliol de 1822 i ocupà un primer temple al carrer Wallstrasse abans de transferir-se a l'antiga sinagoga vers la fi del segle xix. Està dedicat a Vesta, la dea romana de la llum o del foc, un element central de la simbologia maçònica.
El 1934, després de la machtergreifung pels nacionalsocialistes, l'edifici va ser expropiat i transformat en museu d'història local, i el 1980 en escola de música. Després de la reunificació alemanya el 1993, va ser restituït als seus propietaris d'abans de la Segona Guerra Mundial i recobrà la seva funció de temple maçònic. És un monument llistat.
Les façanes al carrer Kleine Wallstraße i el costat del canal del Boize són de maons; les façanes laterals són d'entramat de fusta.

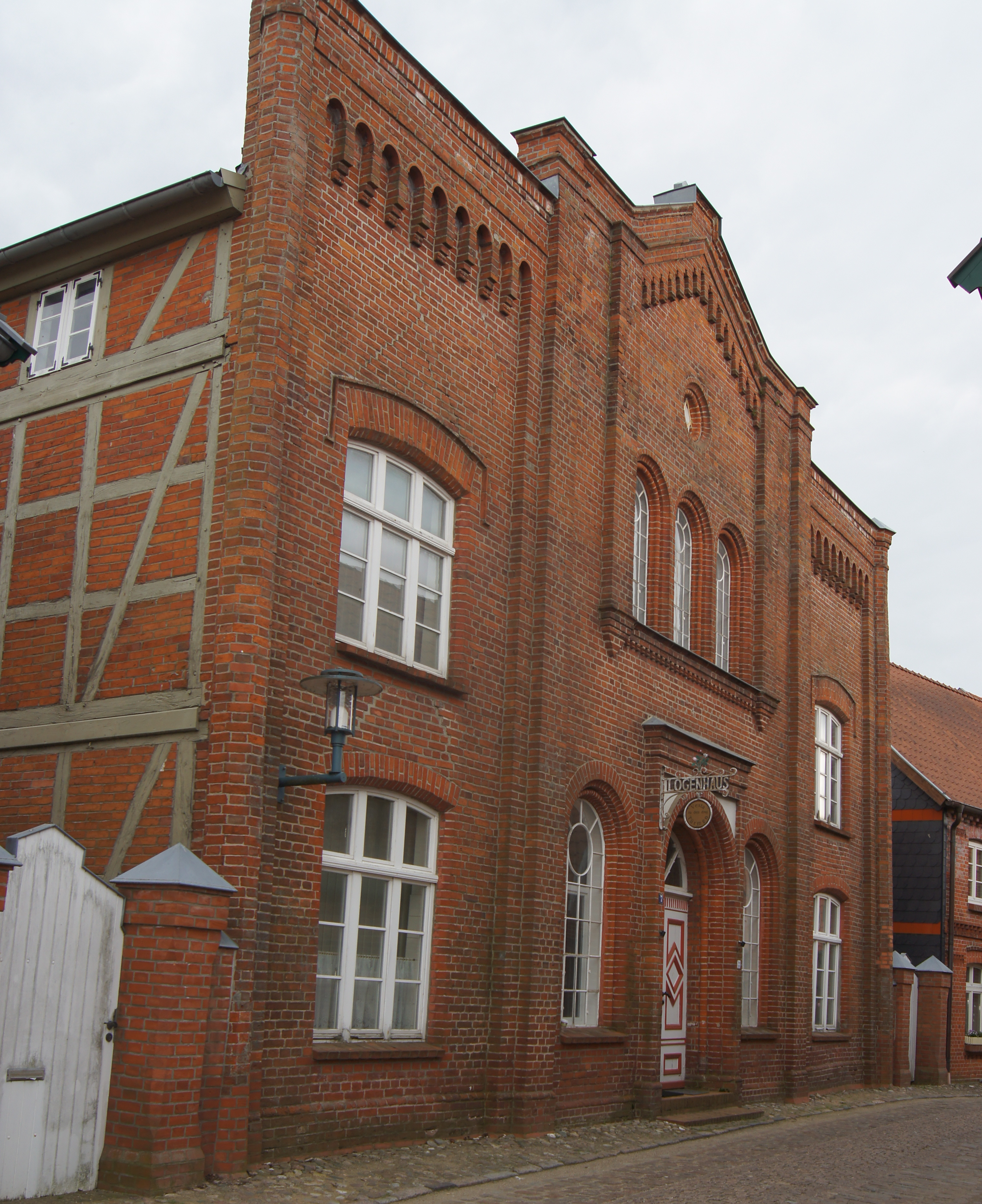
Façana occidental al carrer Kleine Wallstrasse
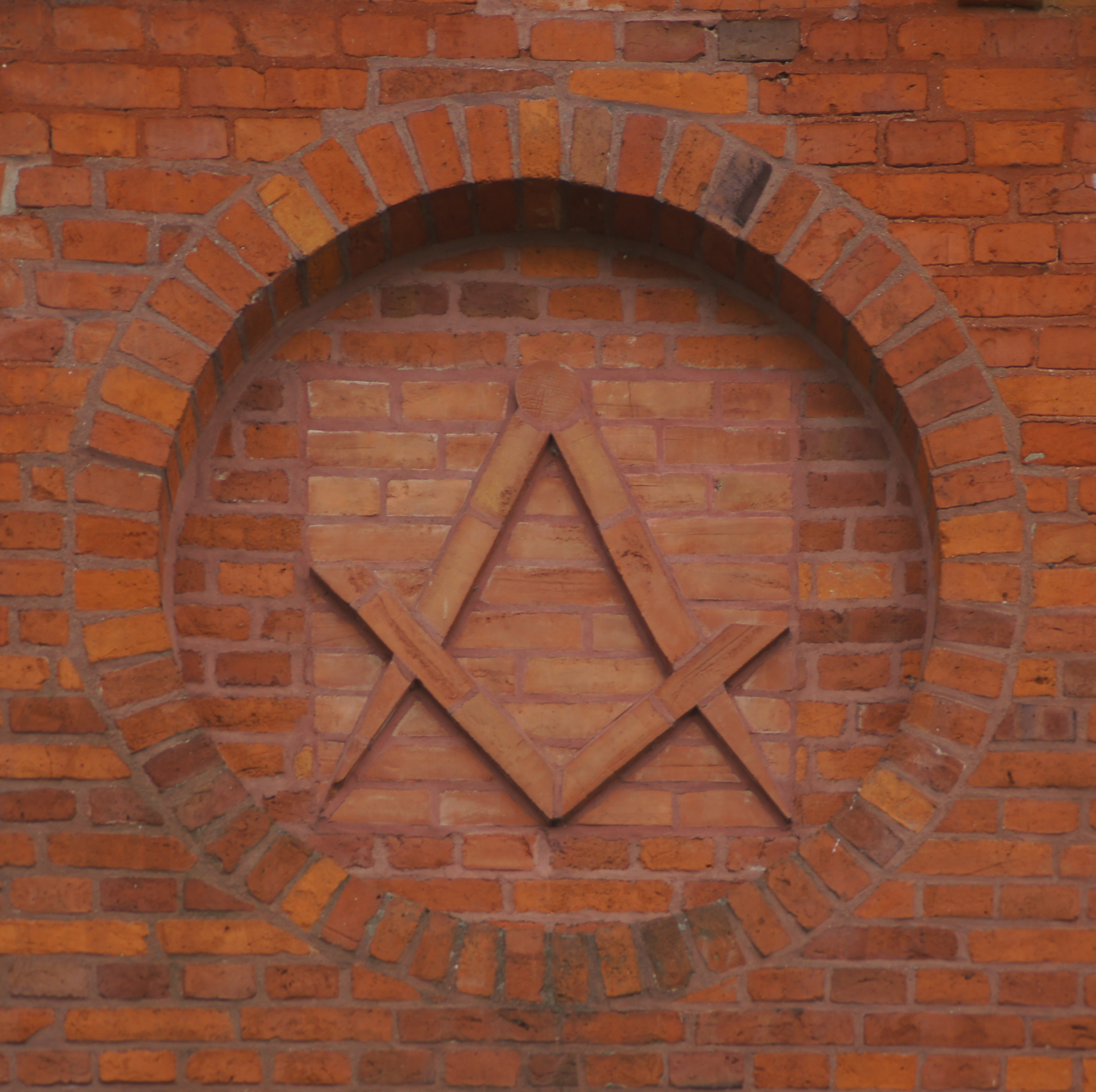
El compàs i l'escaire, detall de la façana oriental
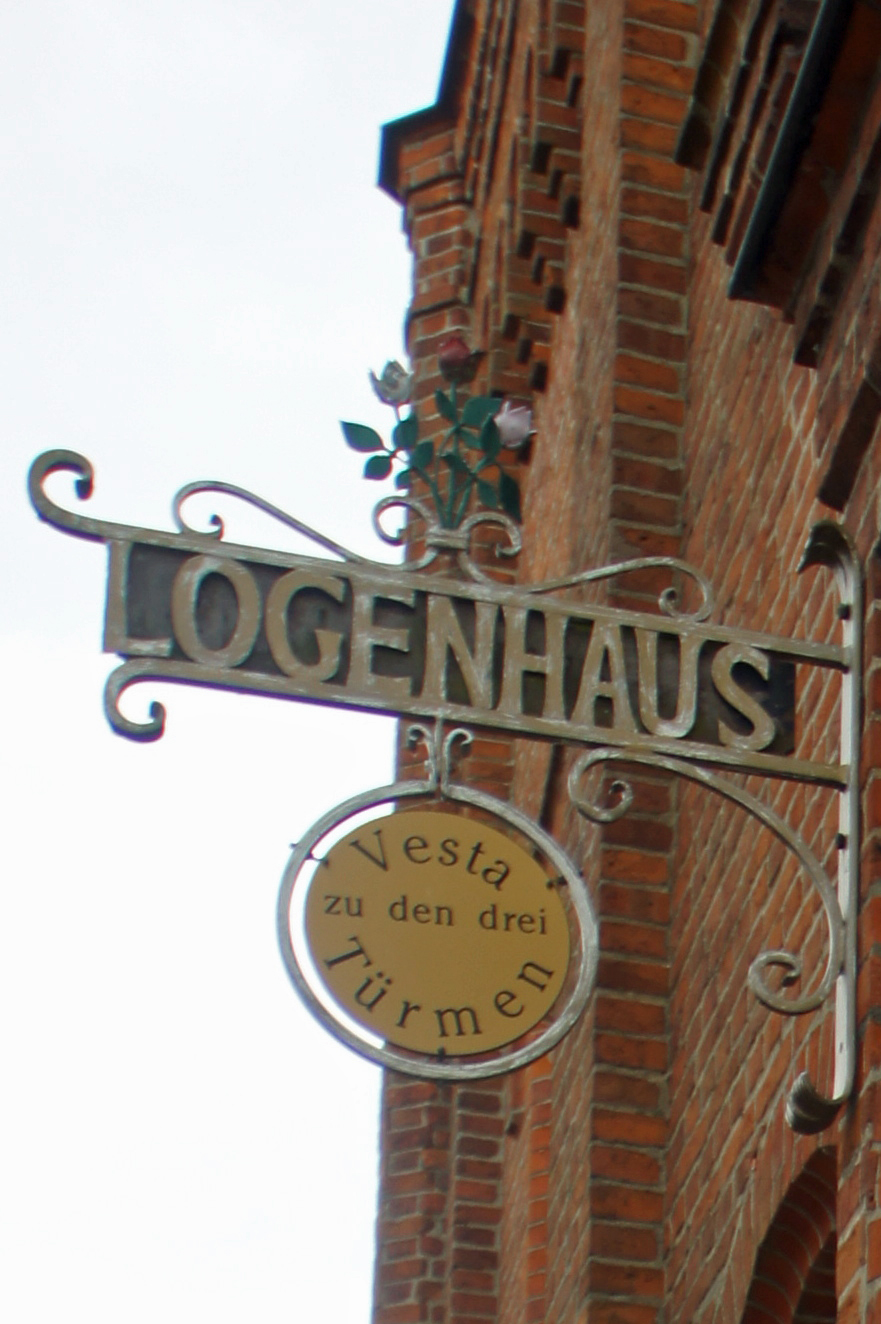
Rètol a la façana de ponent
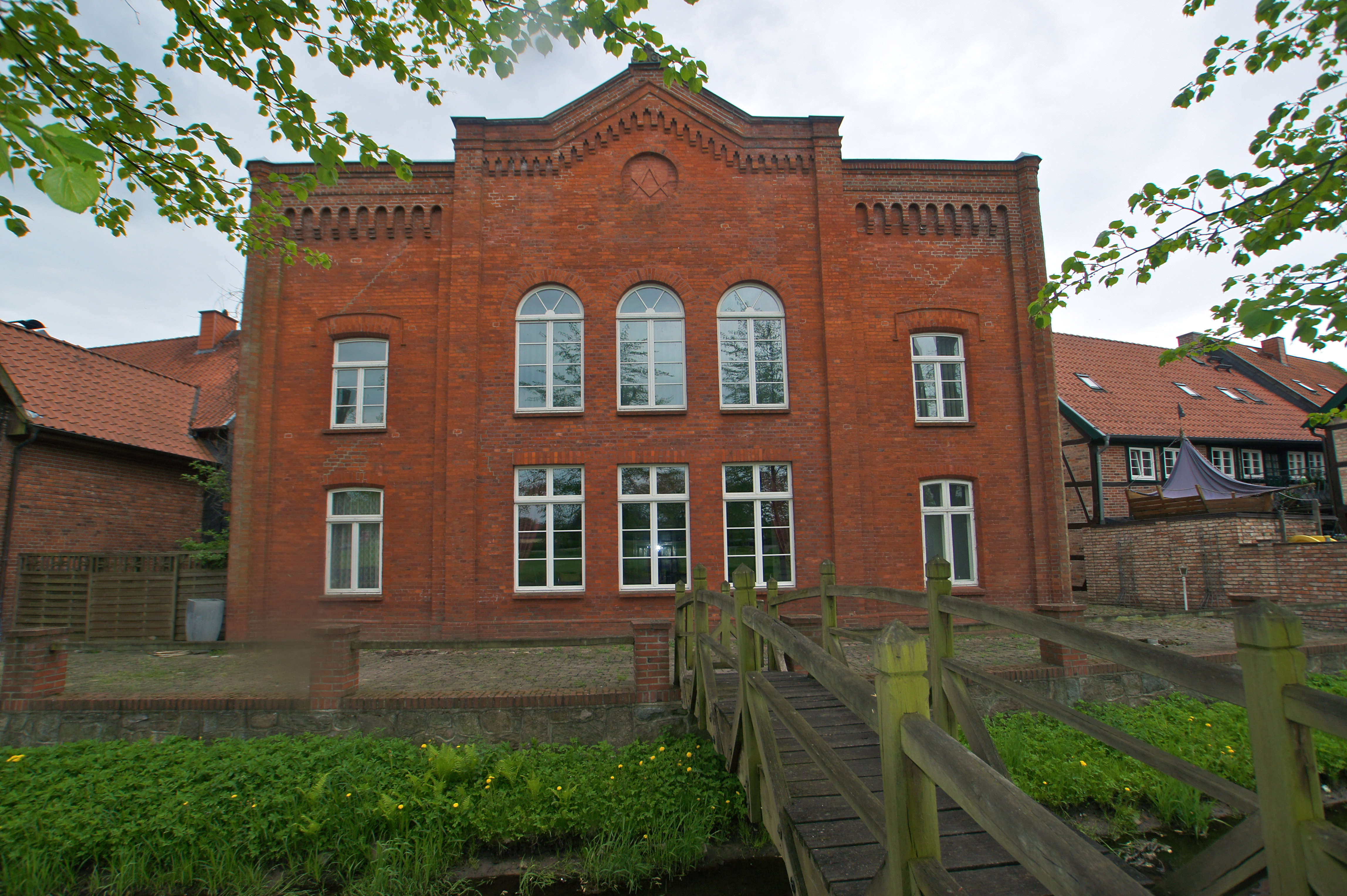
El pont vers el temple damunt el Boize canalitzat